# Qualificazioni al campionato europeo dei piccoli stati femminile di pallavolo 2015
Le qualificazioni al campionato europeo dei piccoli stati femminile di pallavolo 2015 si sono svolte dal 6 all'8 giugno 2014: al torneo hanno partecipato nove squadre nazionali europee di stati con meno di un milione di abitanti e quattro si sono qualificate al campionato europeo dei piccoli stati 2015.

## Regolamento

### Formula
Le squadre hanno disputato una fase a gironi con formula del girone all'italiana: le prime due classificate di ogni girone si sono qualificate per il campionato europeo dei piccoli stati 2015 (anche la nazionale del paese organizzatore, nonostante già qualificata, ha partecipato alle qualificazioni: nel caso in cui questa si classifichi tra le prime due del proprio girone, nessun'altra nazionale è ripescata).

### Criteri di classifica
Se il risultato finale è stato di 3-0 o 3-1 sono stati assegnati 3 punti alla squadra vincente e 0 a quella sconfitta, se il risultato finale è stato di 3-2 sono stati assegnati 2 punti alla squadra vincente e 1 a quella sconfitta.
L'ordine del posizionamento in classifica è stato definito in base a:
- Numero di partite vinte;
- Punti;
- Ratio dei set vinti/persi;
- Ratio dei punti realizzati/subiti;
- Risultati degli scontri diretti.

## Squadre partecipanti
- Cipro
- Fær Øer
- Irlanda
- Irlanda del Nord
- Islanda
- Liechtenstein
- Lussemburgo
- Malta
- Scozia

## Torneo
| Girone A         | Girone B      |
| ---------------- | ------------- |
| Cipro            | Fær Øer       |
| Irlanda          | Islanda       |
| Malta            | Liechtenstein |
| Irlanda del Nord | Lussemburgo   |
| Scozia           | -             |

### Girone A

#### Risultati
| 6 giugno 2014 Bell's Sports Centre, Perth Durata: 1h:42 - Spettatori: ? | Malta            | 1 - 3 | Cipro            | 13-25, 25-22, 13-25, 15-25 |
| 6 giugno 2014 Bell's Sports Centre, Perth Durata: 2h:05 - Spettatori: ? | Irlanda del Nord | 3 - 1 | Irlanda          | 18-25, 25-22, 28-26, 25-22 |
| 6 giugno 2014 Bell's Sports Centre, Perth Durata: 1h:14 - Spettatori: ? | Scozia           | 3 - 0 | Malta            | 25-18, 25-10, 25-19        |
| 7 giugno 2014 Bell's Sports Centre, Perth Durata: 1h:08 - Spettatori: ? | Irlanda del Nord | 0 - 3 | Scozia           | 12-25, 14-25, 12-25        |
| 7 giugno 2014 Bell's Sports Centre, Perth Durata: 0h:57 - Spettatori: ? | Irlanda          | 0 - 3 | Cipro            | 11-25, 5-25, 9-25          |
| 7 giugno 2014 Bell's Sports Centre, Perth Durata: 0h:54 - Spettatori: ? | Malta            | 3 - 0 | Irlanda del Nord | 25-7, 25-12, 25-7          |
| 7 giugno 2014 Bell's Sports Centre, Perth Durata: 1h:20 - Spettatori: ? | Scozia           | 3 - 0 | Irlanda          | 25-13, 25-11, 25-8         |
| 8 giugno 2014 Bell's Sports Centre, Perth Durata: 1h:03 - Spettatori: ? | Cipro            | 3 - 0 | Irlanda del Nord | 25-15, 25-14, 25-4         |
| 8 giugno 2014 Bell's Sports Centre, Perth Durata: 1h:06 - Spettatori: ? | Irlanda          | 0 - 3 | Malta            | 12-25, 16-25, 14-25        |
| 8 giugno 2014 Bell's Sports Centre, Perth Durata: 1h:54 - Spettatori: ? | Cipro            | 3 - 1 | Scozia           | 25-17, 25-23, 22-25, 25-18 |

#### Classifica
| Pos | Squadra          | Pt | G | V | P | SV | SP | Ratio | PF  | PS  | Ratio |
| --- | ---------------- | -- | - | - | - | -- | -- | ----- | --- | --- | ----- |
| 1   | Cipro            | 12 | 4 | 4 | 0 | 12 | 2  | 6.000 | 344 | 207 | 1.662 |
| 2   | Scozia           | 9  | 4 | 3 | 1 | 10 | 3  | 3.333 | 308 | 214 | 1.439 |
| 3   | Malta            | 6  | 4 | 2 | 2 | 7  | 6  | 1.167 | 263 | 240 | 1.096 |
| 4   | Irlanda del Nord | 3  | 4 | 1 | 3 | 3  | 10 | 0.333 | 193 | 320 | 0.603 |
| 5   | Irlanda          | 0  | 4 | 0 | 4 | 1  | 12 | 0.083 | 194 | 321 | 0.604 |

### Girone B

#### Risultati
| 6 giugno 2014 Laugardalshöll, Reykjavík Durata: 1h:39 - Spettatori: 50  | Fær Øer       | 3 - 1 | Lussemburgo   | 25-21, 25-22, 16-25, 25-14 |
| 6 giugno 2014 Laugardalshöll, Reykjavík Durata: 1h:09 - Spettatori: 50  | Islanda       | 3 - 0 | Liechtenstein | 25-18, 25-12, 25-15        |
| 7 giugno 2014 Laugardalshöll, Reykjavík Durata: 1h:19 - Spettatori: 30  | Lussemburgo   | 3 - 0 | Liechtenstein | 25-13, 25-16, 25-21        |
| 7 giugno 2014 Laugardalshöll, Reykjavík Durata: 1h:04 - Spettatori: 150 | Fær Øer       | 3 - 0 | Islanda       | 25-16, 25-14, 25-16        |
| 8 giugno 2014 Laugardalshöll, Reykjavík Durata: 1h:35 - Spettatori: 40  | Liechtenstein | 1 - 3 | Fær Øer       | 17-25, 25-19, 14-25, 14-25 |
| 8 giugno 2014 Laugardalshöll, Reykjavík Durata: 1h:40 - Spettatori: 95  | Lussemburgo   | 3 - 0 | Islanda       | 25-18, 25-18, 43-41        |

#### Classifica
| Pos | Squadra       | Pt | G | V | P | SV | SP | Ratio | PF  | PS  | Ratio |
| --- | ------------- | -- | - | - | - | -- | -- | ----- | --- | --- | ----- |
| 1   | Fær Øer       | 9  | 4 | 3 | 0 | 9  | 2  | 4.500 | 260 | 198 | 1.313 |
| 2   | Lussemburgo   | 6  | 4 | 2 | 1 | 7  | 3  | 2.333 | 250 | 218 | 1.147 |
| 3   | Islanda       | 3  | 4 | 1 | 2 | 3  | 6  | 0.500 | 198 | 213 | 0.676 |
| 4   | Liechtenstein | 0  | 4 | 0 | 3 | 1  | 9  | 0.111 | 165 | 244 | 0.676 |

## Squadre qualificate
| Squadra     | Qualificazione  |
| ----------- | --------------- |
| Cipro       | 1ª nel girone A |
| Fær Øer     | 1ª nel girone B |
| Lussemburgo | 2ª nel girone B |
| Scozia      | 2ª nel girone A |